# Cyphopisthes wallacei
Cyphopisthes wallacei là một loài bọ cánh cứng trong họ Hybosoridae. Loài này được Pascoe miêu tả khoa học năm 1860.